# Experian
Experian ist ein irischer Anbieter von Informationsdienstleistungen im Bereich Data Insights und stellt Kunden in über 32 Ländern Daten- und Analysetools zur Verfügung. Experian unterstützt Unternehmen dabei, Kreditrisiken abzuwägen, Betrug vorzubeugen, gezieltes Marketing zu betreiben und wichtige Entscheidungsprozesse zu automatisieren. 
Die Experian-Gruppe ist an der Londoner Börse notiert (EXPN) und wird im FTSE 100 Index geführt. Neben Equifax und TransUnion zählt das Unternehmen zu den „Big Three“ der Wirtschaftsauskunfteien. Das Unternehmen bietet unter der Marke Experian Marketing Services insbesondere Lösungen für das Customer-Relationship-Management (CRM) sowie für das Data-Driven Marketing und Cross-Channel Marketing an. Ein weiteres Geschäftsfeld sind Lösungen für das Risikomanagement, die das Unternehmen unter der Marke Experian Decision Analytics vertreibt. In Deutschland ist die Experian Deutschland GmbH in Düsseldorf als Tochter der Experian-Gruppe aktiv.
Das Unternehmen beschäftigt rund 17.000 Mitarbeiter in 39 Ländern. Im Geschäftsjahr 2015, erzielte Experian einen Gesamtumsatz von 4,8 Milliarden US-Dollar. 2014 wurde Experian vom US-amerikanischen Forbes Magazine auf die Liste der innovativsten Unternehmen der Welt gesetzt.
Weitere Hauptsitze sind Costa Mesa (Vereinigte Staaten), Nottingham (Vereinigtes Königreich) und São Paulo (Brasilien). 

## Unternehmensgeschichte in DACH
Im Jahr 2020 erwarb Experian einen Mehrheitsanteil am Geschäftsbereich Risk Management von Riverty (ehemals Arvato Financial Solutions) und übernahm diesen 2023 vollständig.
Am 3. März 2025 gab Creditreform bekannt, dass es mit Experian eine Kooperationsvereinbarung unterzeichnet hat, die unter anderem den Verkauf der eigenen Wirtschaftsauskunftei Boniversum an Experian vorsieht.

## Datendiebstähle
Die Experian-Tochter Court Ventures verkaufte personenbezogene Informationen von hunderttausenden Amerikanern an Hieu Minh Ngo, einem Vietnamesen, der die Informationen dann auf den Webseiten Superget.info und Findget.me weiterverkaufte, um den Käufern Identitätsdiebstahl zu ermöglichen. Die Informationen, die auf der Webseite anonym gekauft werden konnten, umfassten Name, Adresse, Sozialversicherungsnummer, Geburtsdatum, Arbeitsort, Dauer der Anstellung, staatliche Führerscheinnummer, Mädchenname der Mutter, Bankkontonummer(n), Bankleitzahl(en), E-Mail-Konto(en) und Benutzerpasswörter. 2015 wurde Hieu Minh Ngo von einem US-Gericht zu 13 Jahren Haft verurteilt. Court Ventures verkaufte Hieu Minh Ngo die Daten, weil er sich als Privatdetektiv ausgab.
Am 15. September 2015 wurden die Server von Experian gehackt. Bis zu 15 Millionen Nutzer waren betroffen; überwiegend Kunden der amerikanischen Mobilfunkfirma T-Mobile.